# Georg Trakl
Georg Trakl (n. 3 februarie 1887, Salzburg, Austro-Ungaria – d. 3 noiembrie 1914, Cracovia, Austro-Ungaria) a fost un poet austriac, reprezentant al expresionismului timpuriu, alături de Georg Heym.

## Biografie
Georg Trakl s-a născut ca al cincilea copil dintr-o familie mic-burgheză cu șapte copii. Tatăl (Tobias) era comerciant în domeniul articolelor de fier, iar mama (Maria) casnică.
Și-a petrecut copilăria și tinerețea la Salzburg. A fost educat de o guvernantă franceză (catolică deși părinții erau protestanți) care a fost, nu numai pentru el dar și pentru ceilalți frați, ca o a doua mamă. De la aceasta copiii au învățat franceza și astfel se explică influența exercitată de lirica lui Baudelaire și a lui Rimbaud asupra poetului de mai târziu.
Între 1897 și 1905 Georg Trakl a frecventat gimnaziul de stat din Salzburg. Nu a fost un elev prea strălucit; avea rezultate slabe la matematică, latină, greacă. În 1901 a fost nevoit să repete clasa a șaptea.
Primele sale încercări lirice s-au manifestat în 1904, când a intrat în cenaclul poetic Apollo (mai târziu redenumit Minerva).
În 1905 a încheiat ciclul gimnazial fără să obțină vreo diplomă de absolvire. Din acel moment a început o perioadă dificilă a vieții sale, marcată de consumul de stupefiante (cloroform, morfină, opium, alcool) cu care are de-a face tot mai mult când devine, în septembrie, același an, farmacist practician în Salzburg.
Piesele de teatru Totentag și Fata Morgana au fost un eșec și atunci autorul a distrus textele acestora.
În 1912 a ocupat postul de farmacist militar.
La vârsta de 27 de ani a murit din cauza unei supradoze de cocaină. Există presupunerea că ar fi fost o sinucidere.

## Opera
- Poezii (Gedichte) 1913
- Sebastian în vis (Sebastian in Traum) 1915
- Opera poetică (Die Dichtungen) 1917

În limba română:
- Ich bin der Sterne Presseattaché - 25 de poeme din Georg Trakl, traduse de Ștefan Baciu, ediție bilingvă, Editura Aldus, 1997.